# 西湖景区街道
西湖景区街道，是中华人民共和国安徽省阜阳市颍州区下辖的一个乡镇级行政单位。

## 行政区划
西湖景区街道下辖以下地区：
西湖景区社区、梳妆村、龙潭村和白行村。